# Organización territorial de Angola
Angola está dividida en 21 provincias, las cuales a su vez se encuentran subdivididas en un total de 164 municipios, que están compuestos, a su vez, de 518 comunas. Las comunas pueden tener una o más ciudades, pueblos y aldeas dentro de ellas.
La Constitución de Angola establece que los órganos del Estado se organizan respetando, entre otros, el principio de autonomía local, así como el de unidad e integridad territorial, implícito en la constitución.

A República de Angola organiza-se territorialmente para fins político-administrativos, em províncias e estas em municípios, podendo ainda estruturar-se em comunas e em entes territoriais equivalentes nos termos da Constituição e da lei.
La República de Angola se organiza territorialmente a efectos políticos y administrativos, en provincias y éstas en municipios, pudiendo también estructurarse en comunas y entidades territoriales equivalentes en los términos de la Constitución y de la ley.
Constitución de la República de Angola (Artículo 8).

## Historia
Históricamente, las actuales divisiones administrativas de Angola se han desarrollado como parte que fue del imperio colonial portugués. Esto también explica el paralelismo existente con las divisiones administrativas de Portugal, en concreto en su estructura y terminología.
En la ley constitucional original del 11 de noviembre de 1975, la República Popular de Angola estaba dividida en provincias, concejos, comunas, círculos, barrios y asentamientos. Estas subdivisiones deberían ser autónomas, sin embargo esta descentralización no ocurrió de facto, ya que las autoridades administrativas de los consejos fueron todas designadas por el MPLA.
La constitución de 1992 afirmó la existencia de las mismas subdivisiones señaladas en la constitución anterior, sin embargo, reemplazó el término concejos, dándole el nombre de municipio.

## Divisiones administrativas

### Provincias

Provincias angoleñas.

Desde 2024 Angola está organizada en 21 provincias, que son la subdivisión más grande a nivel nacional. La ciudad de Luanda, capital del país, también forma la provincia de Luanda, la más pequeña en área y la más grande en población entre las provincias.
Cada provincia angoleña tiene un cierto grado de autonomía garantizado por la Constitución.
| Provincia       | Código ISO 3122-2 | Centro administrativo (municipio) | Municipios (2025) |
| --------------- | ----------------- | --------------------------------- | ----------------- |
| Bengo           | AO-BGO            | Dande                             | 12                |
| Benguela        | AO-BGU            | Benguela                          | 23                |
| Bié             | AO-BIE            | Cuíto                             | 19                |
| Cabinda         | AO-CAB            | Cabinda                           | 10                |
| Cuando          | ?                 | Mavinga                           | 9                 |
| Cuanza Norte    | AO-CNO            | Cazengo                           | 16                |
| Cuanza Sur      | AO-CUS            | Sumbe                             | 24                |
| Cubango         | ?                 | Menongue                          | 11                |
| Cunene          | AO-CNN            | Cuanhama                          | 14                |
| Huambo          | AO-HUA            | Huambo                            | 17                |
| Huíla           | AO-HUI            | Matala                            | 23                |
| Ícolo e Bengo   | ?                 | Catete                            | 7                 |
| Luanda          | AO-LUA            | Ingombota                         | 16                |
| Lunda Norte     | AO-LNO            | Dundo                             | 19                |
| Lunda Sur       | AO-LSU            | Saurimo                           | 14                |
| Malanje         | AO-MAL            | Malanje                           | 27                |
| Moxico          | AO-MOX            | Luena                             | 12                |
| Moxico Oriental | ?                 | Cazombo                           | 9                 |
| Namibe          | AO-NAM            | Moçâmedes                         | 9                 |
| Uíge            | AO-UIG            | Uíge                              | 23                |
| Zaire           | AO-ZAI            | Mbanza Kongo                      | 11                |
| Angola          | AO                | Luanda                            | 326               |

### Municipios

Mapa de municipios de Angola.

En el período colonial, el poder tradicional siempre ejerció una gran influencia local, y en la Angola portuguesa, no existía un movimiento municipalista, como había ocurrido en el Portugal continental, o incluso en otras partes de Europa.
La constitución de 1975 no preveía la existencia de municipios (município), el término fue recién utilizado con la promulgación de la constitución de 1992, ocupando el lugar del concejo (concelho).
Las provincias de Cabinda y Lunda Sur, con 4 municipios cada una, son las provincias con menos municipios, mientras que Uíge tiene un total de 16 municipios, siendo la provincia con más divisiones. El número total de municipios en el país era de 164 en 2019, según el Ministerio de Administración Territorial y Reforma del Estado.

### Comunas
Las comunas son partes facultativas de los municipios, pudiendo coexistir más de una comuna por municipio. Dentro de las comunas, existe el nivel más bajo de administración local en Angola, que son las ciudades y pueblos.
Según el Ministerio de Administración Territorial y Reforma del Estado, en 2019 Angola tenía un total de 518 comunas, dentro de 164 municipios.